# Левашево (Костромская область)
Левашево — деревня в Солигаличском муниципальном округе Костромской области. Входит в состав Лосевского сельского поселения

## География
Находится в северо-западной части Костромской области на расстоянии приблизительно 11 км на юг по прямой от города Солигалич, административного центра района на левом берегу реки Солда.

## История
В 1872 году здесь было отмечено 19 дворов, в 1907 году—23.

## Население
Постоянное население составляло 95 человек, 122 (1897), 136 (1907), 4 в 2002 году (русские 100 %), 1 в 2022.